# Blatnička
Blatnička (deutsch Klein Blatnitz) ist eine Gemeinde in Tschechien. Sie liegt sechs Kilometer südlich von Hluk und gehört zum Okres Hodonín.

## Geographie

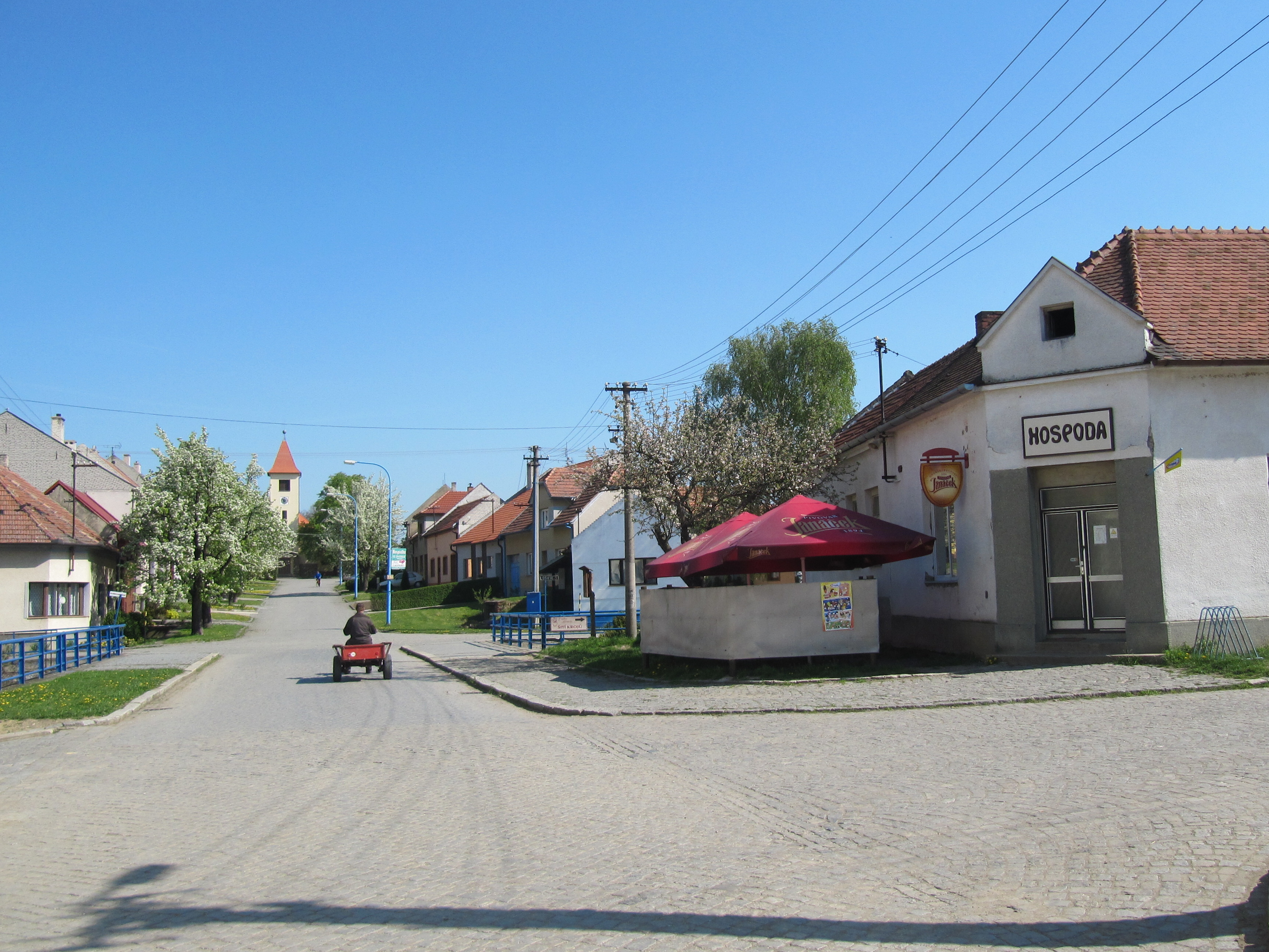
Blatnička, Zentrum

Blatnička erstreckt sich am Westhang der Weißen Karpaten entlang des Baches Svodnice (Swarka). Westlich des Dorfes liegt der Stausee Blatnička. Nördlich erhebt sich der Kobylí hlava (Krawaberg 358 m), im Nordosten der Babí hora (Babiberg) (364 m), östlich der Jasenová (Jassenowaberg 409 m), im Südosten der Draha (Drahamaberg 374 m), südwestlich der Záluží (268 m) und Nová hora (326 m), im Westen der Roháč (Rohaczyberg 278 m) sowie nordwestlich der Střečkův kopec (St. Anton 360 m).
Nachbarorte sind Hluk im Norden, Babí Hora, Dolní Němčí und Slavkov im Nordosten, Boršice u Blatnice im Osten, Suchov im Südosten, Velká nad Veličkou, Žilkův Mlýn und Horákův Mlýn im Süden, Louka und Kozojídky im Südwesten, Blatnice pod Svatým Antonínkem im Westen sowie Ostrožská Lhota im Nordwesten.

## Geschichte

### Mittelalter
Die erste schriftliche Erwähnung von Platnicz Superior erfolgte 1362 im Zuge der Erhebung einer Maut am Kunowitzer Tor in Hradisch. Am 26. März 1371 vermachte Markgraf Johann Heinrich das Dorf Villis Blatnicz seinem Sohn Johann Sobieslaus. 1422 errichtete der in Diensten des ungarischen Königs Sigismund stehende Heerführer Stibor von Stibořice bei Blatnička ein Befestigungswerk gegen die Hussiten. Nachdem Sigismund Stibor das Geld schuldig blieb, verpfändete er ihm das Dorf Blatnička. Später erwarben die Herren von Sternberg die Güter. 1447 verkaufte Zdenko von Sternberg den Besitz an Mikuláš von Vojslavice. Nach dessen Tode führten zwischen 1480 und 1498 seine Söhne Mikuláš und Václav sowie deren Schwager Mikuláš von Zástřizl langwierige Fehden gegeneinander und gegen ihre Nachbarn Pertold von Leipa bzw. Johann d. Ä. von Zierotin auf Strážnice, Vratislav von Pernstein und Čeněk von Žeravice auf Bánov.
1509 überließ Mikuláš Hrdý von Klokočná Blatnička dem Johann von Kunowitz, der es seiner Herrschaft Ostroh zuschlug. Nach dessen Tod fiel das Erbe 1549 seinem zweitehelichen Sohn Johann Dietrich zu. 1592 bestand Blatnitzka Mala aus 12 Halbhüfnern, 19 Viertelhüfnern und 13 Köttern – unterhalb lag an der Svodnice der große Fischteich Zápověď, an den sich noch zwei kleine Teiche anschlossen. An Handwerkern waren ein Schlächter, ein Kürschner und ein Schneider ansässig. Zudem lebten an der Stelle des Hauses Nr. 102 Juden, die an der Furt über die Svodnice (Svarka) die Maut an der Handelsstraße nach Ungarn einnahmen. 1593 erbte Johann Theodor von Kunowitz die Herrschaft.

### 17. Jahrhundert
Am 11. Mai 1605 wurde das Dorf von den Truppen des aufständischen Fürsten von Siebenbürgen Stephan Bocskai niedergebrannt. 1617 erbte Johann Bernhard, Freiherr von Kunowitz die Herrschaft von seinem Vater. Wegen seiner Beteiligung am Ständeaufstand von 1618 wurden seine Besitzungen nach der Schlacht am Weißen Berg von Ferdinand II. konfisziert. Zwischen 1620 und 1623 wurde die Herrschaft abwechselnd von den Truppen Gábor Bethlens und Karl von Liechtensteins besetzt. Dabei wurde Blatnička gänzlich verwüstet und die Bewohner suchten ihr Überleben, in dem sie sich vor der mordenden Soldateska in Erdlöchern, Kellern und selbst in Dunghaufen versteckten. 1625 verkaufte Ferdinand II. die Herrschaft Ostrau-Kunowitz für 30.000 Rheinländische Gulden an seinen Gefolgsmann Gundaker von Liechtenstein. Die meisten Bewohner waren bei den Kämpfen ums Leben gekommen.
Wiederbesiedelt wurde das Dorf durch Siedler aus dem benachbarten Oberungarn. Diese waren überwiegend protestantisch, so dass in den 1630er Jahren die Katholiken lediglich ein Fünftel der Bewohner des Dorfes stellten. Am 4. September 1663 wurde Blatnička erneut von Truppen des Großwesirs Ahmed Kiupril unter Führung der Herzogs von Saarus (Solnohrad), Michael Apaffy, niedergebrannt. 1665 wurde das Dorf als panio Blattnicio und 1671 als Klein Blatnitz bezeichnet. Zu dieser Zeit bestand der Ort weiterhin aus 44 Wirtschaften, von denen ein Großteil wüst lag. 1686 brannten die Türken etwa ein Viertel des Ortes nieder.

### 18. Jahrhundert
Zwischen 1703 und 1709 fielen die Kuruzen mehrmals in Blatnička ein. Der fünfte Überfall am 9. März 1706 war der schwerste, dabei wurde das Dorf in Brand besetzt und das Vieh fortgetrieben. Das Dürrejahr 1712 löste in Blatnička eine große Not aus. Danach folgte eine von 1713 bis 1715 andauernde Pestilenz, der der größte Teil der Einwohner zum Opfer fiel. 1721 wurde der Glockenturm erbaut. In der Mitte des 18. Jahrhunderts wurde der Ort als Blatnic mala, Blatnice Dolní und Inferior Blatnicz bezeichnet. In Blatnička lebten 1763 311 Untertanen, davon waren 69 besessene und 19 unbesessene Familien. Östlich des Dorfes in der Flur Novosády bestanden Weinberge, die von 22 Winzern bewirtschaftet wurden. Seit 1788 führte der Ort den amtlichen Namen Malá Blatnice/Klein Blatnitz.

### 19. Jahrhundert
1827 brachen in Malá Blatnice die Blattern aus. Bei der Einrichtung des Franziszeischen oder Stabilen Katasters wurden 1827 die Fluren von Malá Blatnice in 13 Ortslagen und 2248 Parzellen aufgeteilt. Im November 1831 schleppten Pascher aus Ungarn die Cholera ein, an der innerhalb von zwei Wochen sieben Einwohner verstarben. 1836 brach erneut eine Seuche aus, der 67 Einwohner des Dorfes zum Opfer fielen. 1848 wurde die Dorfschule eingeweiht. Bis zur Mitte des 19. Jahrhunderts blieb Blatnička immer nach Ostroh untertänig.
Nach der Aufhebung der Patrimonialherrschaften bildete Malá Blatnice/Klein Blatnitz ab 1850 eine Marktgemeinde in der Bezirkshauptmannschaft Hradisch.
Während des Deutschen Krieges kam es 1866 bei Malá Blatnice zu Gefechten zwischen preußischen und österreichischen Truppen. Die Straße nach Boršice wurde 1878 erbaut. 1869 begann in Malá Blatnice der selbständige Schulbetrieb. 1874 bezog die Schule ein neues Schulhaus, das jedoch nur für zwei Jahre ausreichte. Im Jahre 1883 wurde der neue tschechische Name Blatnička eingeführt. Die Gemeindevertretung siegelte ihre Urkunden bis 1913 weiterhin mit der Petschaft Malla Blatnica. Am 27. Mai 1893 zerstörte ein Großfeuer zehn Gehöfte.

### 20. Jahrhundert
Zwischen 1897 und 1903 wurde die Straße nach Louka als Notstandsbau errichtet. 1906 wurde eine dreiklassige Schule eingeweiht. Blatnička bestand im Jahre 1910 aus 118 Häusern und hatte 468 Einwohner.
Zwischen 1949 und 1960 gehörte Blatnička zum Okres Veselí nad Moravou und wurde nach dessen Auflösung dem Okres Hodonín zugeordnet.
Von 1964 bis 1976 erfolgte auf den Feldern der JZD Blatnička ein landesweit einmaliger Versuch zum Anbau von Mais in Monokultur. Dazu wurde 1965 vom US-Unternehmen Northrup King Co die Hybridsorte DC-3 (Dakota) importiert, die zunächst eine so reiche Ernte einbrachte, dass die Kolben zunächst auf allen Abstellplätzen der Genossenschaft und schließlich noch auf dem Sportplatz gelagert werden musste, da die Darre nicht für solche Mengen konzipiert war. 1966 brach in der JZD die Maul- und Klauenseuche aus.
Mit dem Zusammenschluss der JZD Blatnička und Blatnice zur JZD Budoucnost wurde 1976 auch das wenig erfolgreiche Mais-Projekt beendet. Zwischen 1974 und 1977 wurde die Svodnice in Blatnička reguliert, und das Dorf erhielt eine Kanalisation. Westlich des Dorfes entstand zwischen 1971 und 1978 am Platz des alten Teiches Zápověď ein großer Bewässerungsteich. Beim Aushub wurde im Boden eine bis 15 cm starke Muschelschalenschicht aufgefunden.
Zwischen 1980 und 1990 war Blatnička nach Blatnice eingemeindet. 1987 begann in Blatnička die Zucht von Fleischtauben. Die ersten 1200 Zuchtpaare wurden aus dem ungarischen Öcs importiert, daraus entwickelte sich die größte Taubenzucht der Tschechoslowakei, in der mit der Maloblatnický masný holub eine neue Fleischtaubenhybride gezüchtet wurde. In Blatnička entstand der erste Taubenschlachthof des Landes, der auf den Export von Brattauben in die Länder der EU orientiert war. Während der Samtenen Revolution beteiligte sich die JZD am 27. November 1989 zwischen 12 und 14 Uhr am landesweiten Generalstreik. Auf der Protestkundgebung ergriff auch der Sekretär des Ortsnationalausschusses (MNV) Blatnice, Antonín Žufánek, das Wort.
Unter der Leitung von Žufánek erfolgte am 1. April 1990 die Abtrennung von Blatnice und die Bildung einer eigenständigen Gemeinde. 1992 schlossen sich die Winzer zu einer s.r.o. zusammen. 1995 wurde die Taubenzucht eingestellt. Seit 1999 führt die Gemeinde ein Wappen und Banner.

## Gemeindegliederung
Für die Gemeinde Blatnička sind keine Ortsteile ausgewiesen.

## Verkehr
Durch Blatnička führt die Staatsstraße I/54 von Veselí nad Moravou (Wesseli (March)) zum slowakischen Nové Mesto nad Váhom. Weitere Straßen führen südwestlich nach Louka zur I/71 und südöstlich nach Suchov, Der nächstgelegene Bahnhalt ist Louka u Ostrohu an der Bahnstrecke Nové Mesto nad Váhom–Veselí nad Moravou.

## Gemeindepartnerschaften
- Falkenstein, Österreich, seit 2000

## Sehenswürdigkeiten
- Kirche Mariä Himmelfahrt (Kostel Nanebevzetí Panny Marie), errichtet 1935
- Glockenturm, erbaut 1721
- Volkstracht-Museum
- Kapelle am Schlag Zákapličí, westlich des Dorfes, sie entstand 1886 anstelle eines Vorgängerbaus
- Wegkreuz „Na Loskoch“, westlich an der Flurgrenze zu Blatnice, geschaffen 1886
- Marienstatue aus dem Jahre 1906
- Sedlář-Kreuz, südlich des Ortes, das reich verzierte sandsteinerne Wegekreuz wurde 1913 im Auftrag der Eheleute Jan und Kateřina Sedlář geschaffen
- Landschaftsschutzgebiet CHKO Bílé Karpaty, östlich des Dorfes
- Naturdenkmal Borky, am südöstlichen Ortsrand
- Stausee Blatnička, das 18,2 ha große Gewässer fasst 510.000 m³ und dient ausschließlich Bewässerungszwecken